# Pinus lumholtzii
Pinus lumholtzii (сосна Лумхольтца) — вид роду сосна родини соснових.

## Опис
Довгі хвоїнки, та й сама структура сосни, легко відрізняються від будь-якого іншого виду. Вона також має одну з найменших шишок видів сосен знайдених на мексиканській території. Повніший опис представлений наступним чином: Дерево до 20 м заввишки і 50—70 см д.у.г.. Кора луската, лущена, червоно-коричнева на молодих деревах, пізніше стає товстою, лускатішою, грубою, розділена на нерегулярні пластини, які теж розділені глибокими, широкими поздовжніми тріщинами, сіро-коричневого до сірого забарвлення. Первинні філії довгі, поширюються за зростанням; вище гнучкі гілки. Голочки (хвоя) зібрані в пучки по 3 (рідко по 2 або 4), надзвичайно підвісні, зберігаються до двох років, (15 —) 20-30 (40 +) см × (1 —) 1,2-1,5 мм, світло-зелені, гострі. Смоляних ходів 4—10 медіальних, іноді 1—4 внутрішніх. Пилок шишок рідко кластерний, поблизу проксимального кінця нових пагонів, циліндричний, 20—30 × 5 мм при настанні старості рожево—жовтий, повертається новий в кінці терміну. Шишки субтермінальні або бічні, поодинокі (іноді мутовки 2, рідше 3). Молоді шишки широкі, яйцеподібні, майже кулясті з вигнутими шипами, зі станом погашення в 2 сезони. Зрілі шишки яйцеподібні, коли відкриті, (3 —) 3,5—5,5 (—7) × (2,5) 3—4,5 см. Насіннєвих лусок приблизно 70-90, адаксіальна поверхня темно-коричнева з легкими коричневими знаками насіннєвих крил. Насіння оберненояйцевидні, злегка сплюснуті, 3-5 мм завдовжки, темно-коричневі. Насіннєві крила (8—) 10—14 × 4—6 мм, світло-жовтого або сіро-коричневого кольору.

## Поширення
Країни зростання:
Мексика: Сьєрра-Мадре, в штаті Чіуауа, Сіналоа, Дуранго, Наярит, Халіско, Сакатекас, Аґуаскальєнтес і Гуанахуато.
Зростає на періодичних висотах 1,600—3,000 метрів (5,200—9,800 футів) від рівня моря. В помірно теплому і прохолодному кліматі, з літніми дощами.

## Статус
Станом на 1998 рік, вид мав статус «Найменший ризик». Дані застарілі тож невідомо чи є якісь відомості про популяцію. Але не видно, що популяція зменшується. Тож від 1998 року статус можна вважати незмінним.

## Найменування. Синоніми. Народні назви
| Народна назва   | Мова            | Країна          |
| --------------- | --------------- | --------------- |
| Drooping pine   | Англійська мова | США             |
| Lumholtz pine   | Англійська мова | США             |
| Lumholtz's pine | Англійська мова | Велика Британія |
| Weeping pine    | Англійська мова | США             |
| Pin pleureur    | Французька мова | Франція         |
| Lumholtz-Kiefer | Німецька мова   | Німеччина       |
| Ocote dormido   | Іспанська мова  | Мексика         |
| Pino triste     | Іспанська мова  | Мексика         |